# Nestorio (Kastoriá)
Nestorio (griego: Νεστόριο; albanés: Nestrami; macedonio: Нестрам) es un municipio de la República Helénica perteneciente a la unidad periférica de Kastoriá de la periferia de Macedonia Occidental.
El actual municipio se formó en 2011 mediante la fusión de los antiguos municipios de Akrites, Arrenes, Gramos y Nestorio, que pasaron a ser unidades municipales. El municipio tiene un área de 616,072 km², de los cuales 336,326 pertenecen a la unidad municipal de Nestorio.
En 2011 el municipio tiene 2646 habitantes, de los cuales 1411 viven en la unidad municipal de Nestorio. La comunidad de Nestorio tiene 964 habitantes.
El término municipal se ubica en el lateral occidental de la periferia, siendo limítrofe con la periferia de Epiro y con Albania. La localidad se sitúa en una zona montañosa unos 20 km al oeste de Kastoriá.